# SpVggバイロイト
SpVggバイロイト（ドイツ語: SpVgg Bayreuth）は、ドイツ・バイエルン州バイロイトを本拠地とするサッカークラブである。

## 歴史
1921年に創立。1933年にナチスの既存のスポーツやその他の社会組織に対するキャンペーン中に禁止され、国家公認の組織に置き換えられた多くのクラブの1つでした。一握りのクラブメンバーが、元の協会の活動を継続するために、FSVバイロイトと呼ばれるランプサイドを改革しました。このチームは主に地元に駐留する兵士で構成されていたため、彼らがエリア内外に移動するたびにラインナップが絶えず変更されました。古いクラブは第二次世界大戦後すぐに復活しました。
1979年に2位でフィニッシュした後、ブンデスリーガへの昇格に近づきました。ブンデスリーガ・スード(南部2部リーグ。ブンデスリーガ)に敗れたが、昇格ラウンドでバイエル・ユルディンゲンに1-1と1-2で敗れた。
2022年にドリッテリーガに昇格して全国リーグに戻ったが、1シーズンで降格した。

## 本拠地
1967年以来ハンス・ワルター・ワイルド・スタディオンを本拠地としている。2万1500人収容である。